# Сухая кисть

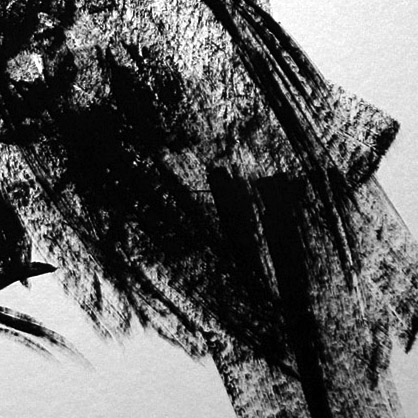
Пример нанесения чёрной туши сухой кистью по фактурной бумаге

Сухая кисть (англ. Drybrush) — графический приём в изобразительном искусстве. Основой этой техники является нанесение краски, малонасыщенной связующими веществами, с помощью кисти на фактурную поверхность. (Используют бумагу, холст, негрунтованное полотно, деревянные и металлические поверхности).
В качестве красителя можно использовать например, тушь, темперу, акрил, масло. В качестве разбавителя для масляной краски используется солярка, скипидар, масло, а для туши и темперы — вода. Основой приёма в технике «сухая кисть» является применение очень незначительного количества связующих веществ (вода, масло), так, чтобы кисть оставалась почти сухой. Технологией письма сухой кистью (на рисунке показан пример письма китайской тушью в технике сухой кисти) пользовались ещё в XIV веке китайские художники, изображавшие чёрно-белые пейзажи. Материалами в этих работах были китайская тушь, вода и бумага. Они использовали кисти разной формы и длины, которые благодаря технике сухой кисти оставляли на бумаге специфическое игольчатое письмо, образуя своеобразную фактуру.
Известный «неофициальный» художник В. Я. Ситников применял, начиная с 1950-х годов, своеобразную сухую кисть, орудуя на больших листах сапожной щёткой с незначительным количеством чёрной масляной краски. Тонкость создаваемой светотени была просто поразительной для такого инструмента.

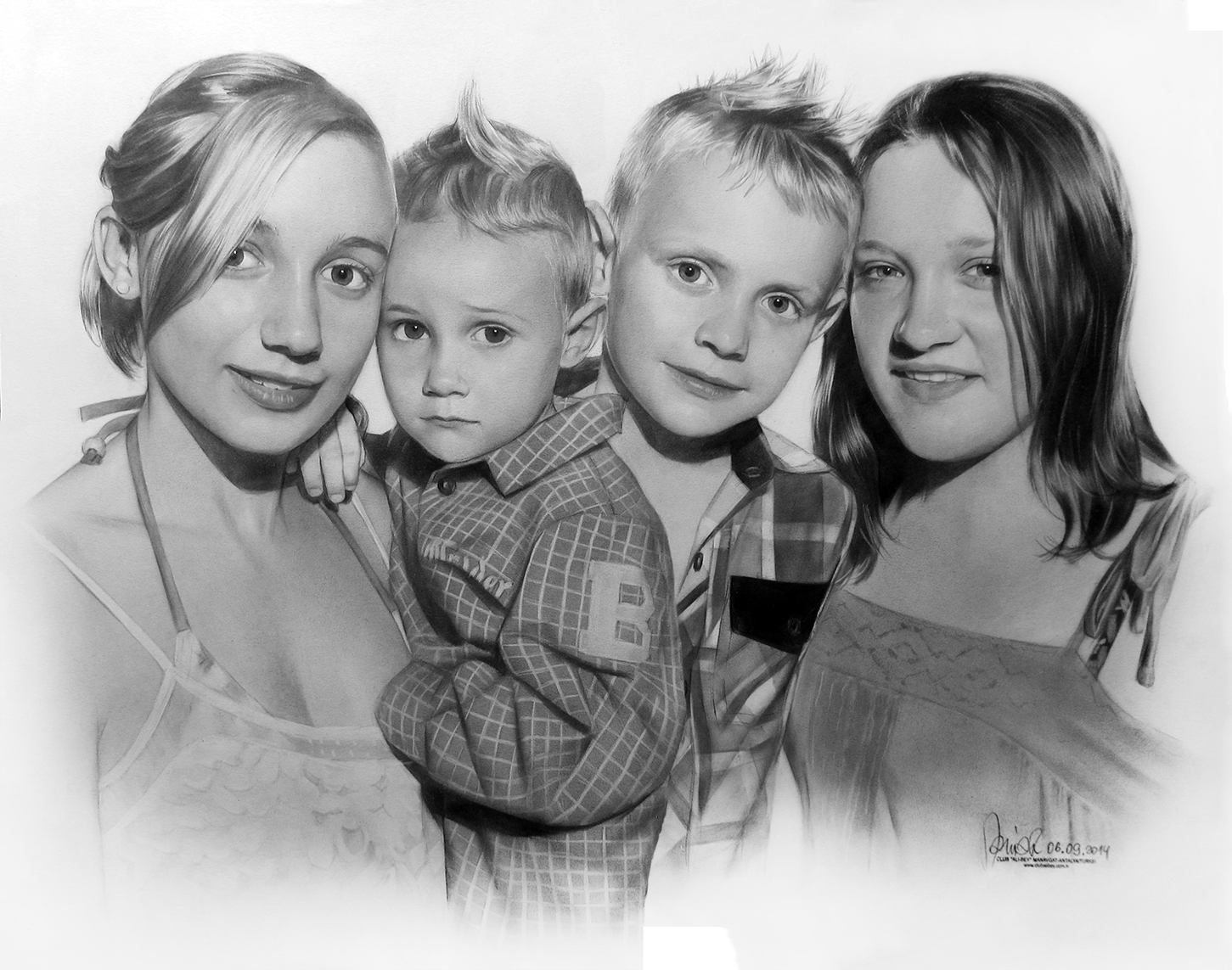
Групповой портрет выполненный в технике «Сухая кисть»

Основные материалы используемые в данной технике — это бумага, масляная краска и щетинные кисти. Масляную краску обычно разбавляют до желеобразного состояния бытовым машинным маслом, поскольку оно сохнет намного дольше масла применяемого в живописи, это даёт возможность пользоваться ластиком в течение долгого времени. Технику используют как для чёрно-белых так и для цветных портретов. В чёрно-белом варианте у художников популярна художественная масляная краска — чёрный «Тиоиндиго». Она даёт очень холодный, голубовато-серый цвет. В смешанной технике при использовании графитовых и масляных карандашей хорошо подходят теплые оттенки чёрного, например: «Ivory Black», «Lamp Black» или «Сажа газовая», которая имеет глубокий чёрный цвет. Бумага может быть как крупнозернистой, так и мелкозернистой фактуры, в среднем плотностью 175—200 г/м², подбирается художниками индивидуально. Художники используют щетинные кисти, а также колонковые — для детализации портрета. Портреты, выполненные в этой технике, не выгорают на свету и даже под прямыми лучами солнца, поскольку художественная краска обладает повышенной светостойкостью, а плотная бумага с годами принимает благородный охристый оттенок. Портреты обычно оформляют в раму под стекло. Хранить портреты можно и в папке, но в сухом месте.
Техника «Сухая кисть» в портретном жанре относится к графике, но поскольку суть техники сводится к растушёвке, что категорически не приветствуется в художественной академической среде, оно заняло нишу маргинального, коммерческого варианта в современном изобразительном искусстве.